# オーストラリア首都特別地域副首相
オーストラリア首都特別地域副首相（Deputy Chief Minister of the Australian Capital Territory）は、オーストラリア首都特別地域の自治政府における副首相である。

## 一覧
| 1  | ポール・ホワラン       | 1989年5月16日  | 1989年12月13日 | オーストラリア労働党 |
| 2  | バーナード・コレリー   | 1989年12月13日 | 1991年5月29日  | レジデンツ・ラリー   |
| 3  | ウェイン・ベリー       | 1991年6月18日  | 1994年4月13日  | オーストラリア労働党 |
| 4  | デイヴィッド・ラモント | 1994年4月13日  | 1995年3月15日  | オーストラリア労働党 |
| 5  | トニー・デ・ドメニコ   | 1995年3月15日  | 1997年1月9日   | オーストラリア自由党 |
| 6  | ゲイリー・ハンフリーズ | 1997年1月9日   | 1997年1月31日  | オーストラリア自由党 |
| 7  | トレヴァー・ケイン     | 1997年1月31日  | 1997年2月17日  | オーストラリア自由党 |
| 8  | ゲイリー・ハンフリーズ | 1997年2月17日  | 2000年10月9日  | オーストラリア自由党 |
| 9  | ブレンダン・スミス     | 2000年10月9日  | 2000年11月13日 | オーストラリア自由党 |
| 10 | テッド・クインラン     | 2000年11月13日 | 2006年4月20日  | オーストラリア労働党 |
| 11 | ケイティ・ギャラガー   | 2006年4月20日  | 2011年5月16日  | オーストラリア労働党 |
| 12 | アンドリュー・バー     | 2011年5月16日  | 2014年12月11日 | オーストラリア労働党 |
| 13 | シモン・コーベル       | 2014年12月11日 | 2016年10月31日 | オーストラリア労働党 |
| 14 | イヴェット・ベリー     | 2016年10月31日 | 現在           | オーストラリア労働党 |